# André Laugier
André Laugier (Lisieux, 1º  agosto 1770 – Parigi, 19 aprile 1832) è stato un chimico, farmacista e mineralogista francese.

## Biografia
Cugino del famoso chimico Antoine-François de Fourcroy e il padre dell'astronomo Paul Auguste Ernest Laugier (1812-1872). Ricevette la sua formazione nella sua città natale, Lisieux, e durante la rivoluzione francese, fu incaricato a collezionare le campane della chiesa, nella regione della Bretagna. Nel 1794 fu assunto come capo presso il Comitato di salute pubblica. Nel 1797 conseguì il master in farmacia, e successivamente insegnò lezioni di chimica e farmacia presso le scuole di addestramento militare di Tolone e di Lilla.
Nel 1803, con l'assistenza di suo cugino Fourcroy, diventò un naturalista presso il Museo nazionale di storia naturale di Francia, dove, dopo la morte di Fourcroy, nel dicembre 1809, fu nominato come suo sostituto, come professore di chimica. Nel 1829 successe a Louis Nicolas Vauquelin come direttore della École de Pharmacie de Paris. Laugier è morto di colera a Parigi il 19 aprile, 1832.
Fu autore di molte opere scientifiche tra cui i minerali, meteoriti e ferri meteorici, e diventato noto per aver di fornito dei metodi pratici per la separazione del cobalto e del nichel; ferro e titanio; cerio e ferro. Le sue scoperte chimiche sono state registrate nel Annales du Muséum National d'Histoire Naturelle. Nel 1829 pubblicò quattro volumi intitolati Cours de Chimie générale.